# HD 10498
HD 10498は、太陽系から見てペルセウス座の方向約855 光年の距離にある恒星で7等星。惑星状星雲小あれい星雲から約0.2°東に位置している。
2023年6月16日、コンピュータゲームメーカーのセガは、オンラインゲーム『ファンタシースターオンライン2』のTwitter公式アカウントで、「SEGAが星を買う」と発表した。このTweetは、同ゲームのアップデート記念キャンペーンの開催を伝えるもので、添付された動画中ではオーストラリアクイーンズランド州ゴールドコーストにあるスプリングブルック天文台のサービスを利用して、ペルセウス座にあるこの恒星に「ハルファ (Halpha)」と命名したことが伝えられている。ただし、この名称はスプリングブルック天文台でのみ使用されるものであり、「シリウス」や「フォーマルハウト」のように国際天文学連合 (IAU) の恒星の固有名に関するワーキンググループ (WGSN) によって正式に認証された名称ではない。また、IAUはこのような商用命名サービスについて星を「贈る」ことで夜空の美しさに目覚めたり、星の名前を「売る」ことで得られる収益が重要な社会事業に使われたりされるとしても、夜空の何かを売買したり所有したりできると人々を欺く行為を正当化するものではない。と難色を示している。